# San Jerónimo (Sevilla)

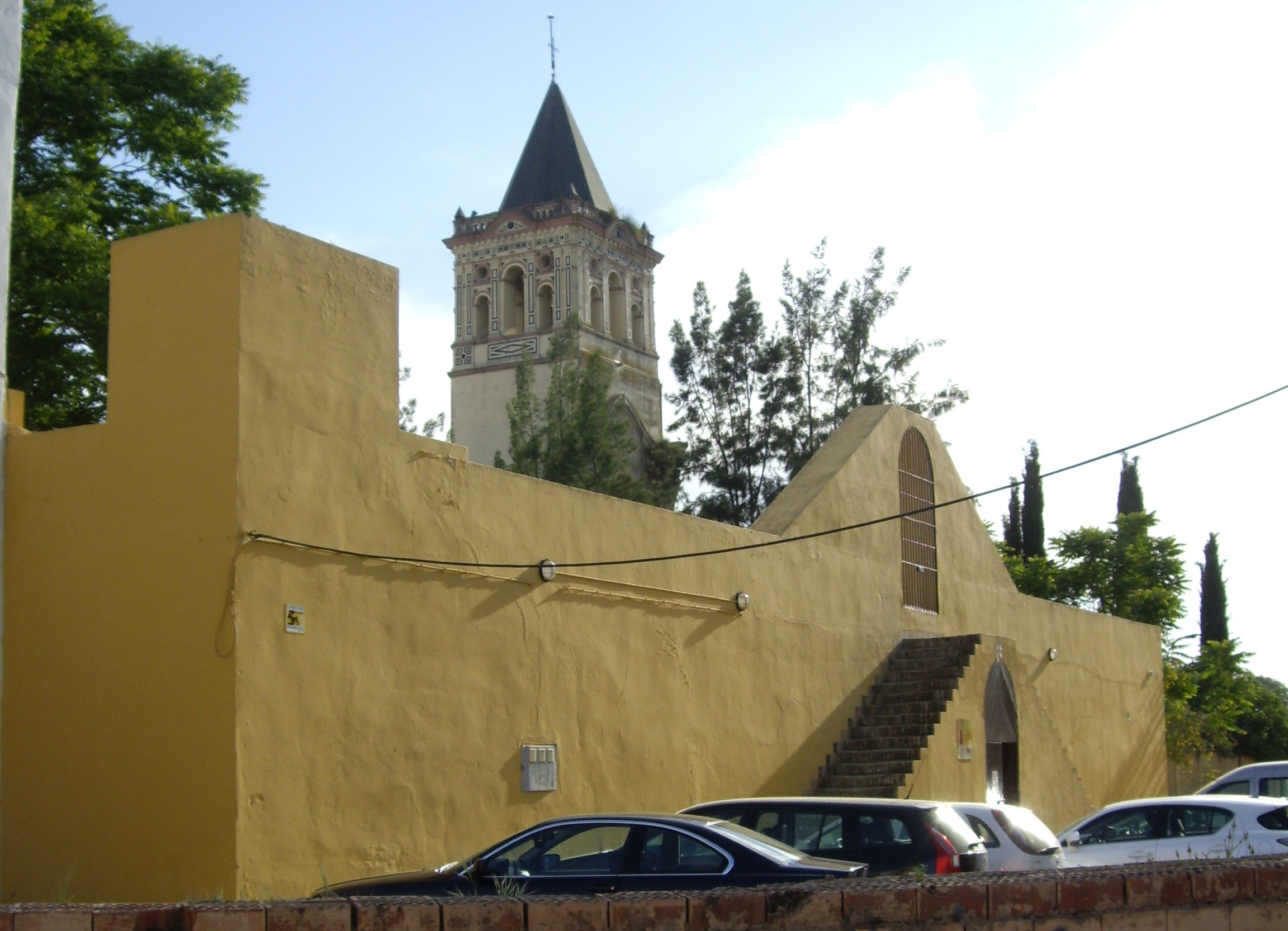
Entrada de la biblioteca municipal del barrio de San Jerónimo, en Sevilla.

San Jerónimo es un barrio del Distrito Norte de la ciudad de Sevilla, Andalucía, España.

## Historia y conformación del barrio

### Orígenes
Recibe su nombre por ubicarse en torno al monasterio de San Jerónimo de Buenavista, construido en el siglo XV. 
Al norte del barrio existe un templete del siglo XV con una imagen reciente del Sagrado Corazón de Jesús.

### SigloXIXy comienzo de su industrialización
El cementerio de San Fernando fue edificado en 1852. Está ubicado junto al barrio de San Jerónimo. El cementerio se encontraba junto al trazado de la línea ferroviaria y la subestación eléctrica Empalme. La línea ferroviaria y el cementerio frenaron durante décadas la expansión urbana hacia el norte.
A pesar de su monasterio y del templete bajo-medieval, el origen del barrio es muy posterior al siglo XV y está directamente relacionado con la construcción del trazado del ferrocarril en las décadas de 1850 y 1860.
En esta zona se estableció un empalme de las líneas ferroviarias Córdoba-Sevilla y Cádiz-Sevilla, en cuya estación, denominada de San Jerónimo o «del Empalme», era posible el transbordo de pasajeros. En otras palabras, era donde terminaba la compañía «MZA» (de Madrid a Zaragoza y a Alicante) y comenzaba la denominada «Andaluces». Dicho empalme disponía de un ramal ferroviario, inaugurado en 1861, que unía la línea Córdoba-Sevilla con la de Sevilla-Cádiz y la estación de San Bernardo. El nudo ferroviario explica la ubicación en sus inmediaciones de talleres de reparación, depósitos de carbón, de agua, almacenes de mercancías, fábricas de vagones, talleres de material motor (máquinas) y material móvil (vagones), etc.

### SigloXX
De las décadas de 1910 a 1930 se comenzó a formar una zona industrial a lo largo del tendido ferroviario: instalaciones textiles e industrias pesadas y contaminantes, como fábricas de abono, explosivos, losetas de asfalto, vidrio, etc.
Cuando los talleres ferroviarios de la zona de la Macarena-la Barqueta se quedaron obsoletos, la compañía MZA (Madriz-Zaragoza-Alicante) construyó en el barrio de San Jerónimo instalaciones, depósitos y una rotonda giratoria de gran capacidad, entre 1915 y 1925. De todo esto solo se conservan dos naves que eran utilizadas para talleres.
Durante la Guerra Civil y a posteriori durante años se utilizó el cementerio (la parte trasera) como paredón; y muchas noches llegaban camiones con chivatazos de vecinos, los alineaban y los fusilaban. Contado por los últimos testigos vivos nacidos en la zona.

Durante la Guerra Civil se habilitaron fosas en el cementerio para enterrar a los ejecutados por el bando franquista. Sevilla estaba bajo el mando del general Queipo de Llano.
Al tiempo que se fue desarrollando el sector industrial, se fueron produciendo asentamientos marginales e ilegales, como consecuencia de las oportunidades de empleo, de la distancia a Sevilla y de las sucesivas oleadas de inmigrantes desde las zonas rurales. Hasta 1951 no contó con un proyecto de parcelación y urbanización. Las diversas reformas urbanas de la ciudad han ido permitiendo el desarrollo del barrio. Cabe destacar la construcción del nuevo cauce del río Guadalquivir en los años 60, que solventó el problema de las inundaciones.
Colaboradores de la fábrica de Hispano Aviación y de Construcciones Aeronáuticas S.A. (CASA), junto con Francisco Galnares Sagastizábal, piloto civil del Aeroclub de Sevilla, crearon en 1938 una empresa fabril llamada Industrias Subsidiarias de Aviación. En 1947, Galnares Sagastizábal apreció en Italia que Galleri motorizaba bicicletas, por lo que en 1947 ISA pasó a construir también pequeños motores para bicicletas y, posteriormente, los motores de las motocicletas Guzzi, que serían muy populares en la España de los años 60. En la década de 1950 la industria de la aviación entró en crisis por la llegada de aviones de segunda mano de la II Guerra Mundial. En 1956 Renault, que ya estaba en Valladolid, llegó a un acuerdo con ISA para producir las cajas de cambios del modelo Renault Daulphine. Desde 1958, el barrio alberga una fábrica de cajas de cambio de Renault.

### De 1992 hasta la actualidad
Las obras desarrolladas alrededor de la celebración de la Exposición Universal de 1992 con el levantamiento del tendido ferroviario en 1990 y la construcción de las nuevas rondas de circunvalación (SE-30 y SE-20), supusieron una remodelación total del barrio.
En las transformaciones previas a la Expo 92, la estación de trenes que se encontraba al norte de la ciudad, conocida como «estación de Córdoba», pasó a ser un centro comercial llamado Plaza de Armas. Esto se acompañó de la construcción de la nueva estación de Santa Justa.
Se produjo una ampliación de la dársena del río Guadalquivir desde Chapina hasta el barrio, recuperándose el meandro de San Jerónimo tal y como era hace siglos. En la zona del barrio cercana a la dársena se colocaron las especies vegetales para aclimatarlas antes de colocarlas definitivamente en el recinto de la exposición, en la Isla de la Cartuja.
Posteriormente, la zona donde se habían realizado estas plantaciones se habilitó como un parque público, bautizado como parque de San Jerónimo.
En el año 1993 se instaló en dicho parque un monumento a Colón de grandes dimensiones. Fue realizada por el artista ruso Tseretelli Zurab Konstantinovich, miembro de la Academia de las Artes de Rusia, y fue donado a la ciudad por el gobierno ruso, el ayuntamiento de Moscú y el propio autor con motivo de la Exposición Universal. Se acometió un laborioso montaje que duró nueve meses. El monumento, de más de 600 toneladas de peso, unos 40 m de altura y 23 m de diámetro que alberga en su interior la estatua en bronce del descubridor, revestida al exterior por una estructura ovoidal igualmente de bronce cubierta por chapas de cobre. Fue finalmente inaugurado el 9 de octubre de 1995. Por su forma ha sido llamado El huevo de Colón.
En 2011 se inauguró una obra que amplió el parque de San Jerónimo hasta la Glorieta Olímpica, en la avenida de Torneo, y se construyó una pasarela para comunicar el parque del barrio con el parque del Alamillo de la Isla de la Cartuja.
Por el norte del barrio continúan pasando líneas de tren. RENFE inauguró en el año 2010 una línea de Sevilla a la localidad de Benacazón (C5) que pasa por el barrio. En 2012 se inauguró una nueva línea que iba desde la sevillana estación de Santa Justa hasta la Cartuja (C2) que también pasa por el barrio. El norte del barrio cuenta, además, con una estación de Adif.
Además de la fábrica de Renault, el barrio cuenta con varios establecimientos y talleres de vehículos.
En el año 2000 se creó un gran centro de oficinas y almacenes (parque empresarial Nuevo Torneo) y se construyó la autovía que une Sevilla con La Rinconada y otros núcleos del norte del área metropolitana.

## Morfología
San Jerónimo ofrece varios núcleos morfológica y funcionalmente diferenciados. Se sabe que en esta zona hubo barracas o chabolas ya en 1860 y más tarde, en 1890, se levantaron hileras de casas junto a la estación, a iniciativa de sus propios trabajadores.
Existe un núcleo central edificado hacia los años veinte, con las calles Navarra (la principal), Vascongadas y Valencia, que en los años 40 se completaron con Extremadura, Cataluña, Burgos, Marruecos, Larache, Melilla, Ceuta y San Juan de la Salle.
Todas estas viviendas se diferencian del resto de las edificaciones, más modernas, por ser de una y dos plantas solamente. Por otro lado, en la zona industrial, aún existen viviendas de autoconstrucción como la zona de El Higuerón, o la calle Culebrina, con viviendas para ferroviarios de una planta. 
El crecimiento a partir de los años 50 y 60 del siglo XX es mayor. Se levantan grupos de viviendas de protección oficial tras la calle Navarra. El Patronato de Casas Baratas construyó. en la década de 1960, pisos para familias humildes en la barriadas de la Tercia, Demo y Papachina. En la década de 1990 se realizaron nuevas zonas residenciales (con viviendas unifamiliares) vinieron a completar el barrio en la parte colindante con el Vivero. Se propuso trasladar la depuradora de EMASESA a terrenos de La Algaba.
No obstante, por su configuración y su pasado, San Jerónimo (más de 10 000 habitantes) es una de las zonas desfavorecidas de la ciudad. En sus alrededores persisten poblamientos muy deprimidos, como La Bachillera y El Vacie, ambos en las lindantes con el cementerio de San Fernando. Las viviendas tienen una superficie media inferior a las 50 m², una tasa de personas sin estudios superior en un 50% a la media municipal, y las tasas de paro también superan en casi un 50% las tasa media local. El porcentaje de población inmigrante es mayor que la media sevillana. Ha sido estudiada, por ejemplo, la presencia ecuatoriana en el barrio.

## Deportes
En lo deportivo han sido muchos los clubes de fútbol que han existido en el barrio, aportando jugadores y técnicos al fútbol profesional de la ciudad, entre otros Luis del Sol, famoso jugador del Real Betis Balompié, y posteriormente del Real Madrid, del Juventus de Turín y del Roma. Hoy día, este deporte está representado por tres clubes, como el cincuentenario Club Deportivo San Jerónimo, el Club Deportivo Demo, fundado en 1969, y El Empalme Asociación Deportiva, dedicado a la enseñanza de este deporte entre los más jóvenes.
Por su importancia a nivel nacional en el ámbito de un deporte minoritario y prácticamente amateur en España, puede destacarse el Club de Rugby San Jerónimo, campeón nacional en varias ocasiones en categorías inferiores, que constituye una gran escuela para este deporte, y cuyo origen se remonta a 1965.

## Fiestas
La Velá de San Jerónimo, el 30 de septiembre, festividad del santo que lleva su nombre, y que desde 1957 es celebrada por los vecinos y foráneos, siendo la segunda en antigüedad de la ciudad de Sevilla (solo detrás de la Velá de Santiago y Santa Ana, de Triana). "La Velá" que es como se le denomina a las fiestas menores correspondientes a los barrios, se desarrolla de miércoles a domingo durante la semana en la que está incluido el día de San Jerónimo. El estilo de la fiesta es similar a las ferias de los pueblos de la provincia o la misma Feria de Abril de la ciudad. Otras fiestas son la semana cultural, el carnaval o la cabalgata de Reyes Magos.Añadir que cuenta con el mejor y más antiguo Carnaval de Sevilla donde quedó señalado San Jerónimo como único territorio en la capital donde disfrutar de un Carnaval señero y con 25 años de historia.